# Ásgeirsárhlass
Ásgeirsárhlass är en ås i republiken Island. Den ligger i regionen Norðurland vestra, 150 km norr om huvudstaden Reykjavík.